# Blepharipappus
Blepharipappus es un género de plantas con flores perteneciente a la familia  Asteraceae.  Comprende 23 especies descritas y de estas, solo 3  aceptadas.

## Taxonomía
El género fue descrito por William Jackson Hooker y publicado en Flora Boreali-Americana 1(6): 316. 1833.
Etimología
Blepharipappus: nombre genérico que deriva de las palabras griegas blepharis = "pestañas" y pappos = "vilano", en alusión a las escalas ciliadas del vilano.

## Especies
A continuación se brinda un listado de las especies del género Blepharipappus aceptadas hasta julio de 2012, ordenadas alfabéticamente. Para cada una se indica el nombre binomial seguido del autor, abreviado según las convenciones y usos.
- Blepharipappus carnosa (Nutt.) Greene
- Blepharipappus fremontii (Torr. & A. Gray) Greene
- Blepharipappus scaber Hook.